# Pierre Trémaux
Pour les articles homonymes, voir Trémaux.
Pierre Trémaux, né le 20 juillet 1818 à Charrecey et mort le 12 mars 1895 à Tournus, est un architecte, explorateur, orientaliste et photographe français, auteur de nombreuses publications scientifiques et ethnographiques.
Il est l'auteur du livre Origine et transformations de l'homme et des autres êtres (1865), un essai qui ferait de lui l'un des précurseurs de la théorie des équilibres ponctués.

## Biographie
Pierre Trémaux est né à Charrecey (Saône-et-Loire), le 20 juillet 1818. Il est le fils de Claudine Renaudin et de Jean-Marie Trémaux, cultivateurs-propriétaires. Il a deux sœurs et un frère cadet, Jean-Baptiste Trémaux (1824-1898), qui deviendra conducteur des travaux publics et archéologue du site de Tipasa (Algérie) ; les deux frères ont sans doute visiter l'Algérie ensemble.
Il est admis aux Beaux-Arts de Paris le 30 décembre 1840, mentionné comme élève de l'architecte Léon Vaudoyer. Le 30 avril 1842, il est admis à tenter le concours de Rome. Il reçoit le 13 septembre 1845 le second grand prix de Rome d’architecture, pour son projet intitulé Église cathédrale pour une Capitale.
Il travaille par la suite pour les établissements Schneider au Creusot. Il reçoit sans doute une commande pour des aquarelles, des vues panoramiques du site industriel incluant usines et logements ouvriers, travail qui est achevé en 1847,.
Vingt après Eduard Rüppell, Trémaux va en 1847 entreprendre un premier voyage en Égypte, précédant de deux ans Maxime Du Camp et de quatre ans, Félix Teynard. De chacun de ses voyages, outre de nombreuses notes d'observation, il rapporte des dessins et des aquarelles. En 1849, il publie dans le Bulletin de la Société de Géographie un premier article à la suite d'un voyage d'exploration en Égypte, au Soudan oriental et en Éthiopie, à la rencontre des peuples Berta, à cheval sur le Darfour. D'Alexandrie, il remonta le Nil jusqu'en Nubie. L'année suivante, il produit un article sur les mines d'or du Soudan, et il est sans doute le premier à cartographier avec rigueur cette région sur ce domaine, et précède l'égyptologue Johannes Dümichen.
De retour en France, Trémaux ne parvient pas à décrocher un poste aux Bâtiments civils ou au Service des Édifices diocésains. C'est à partir de 1852 que la Librairie Louis Hachette lui passe commande d'ouvrages d'exploration, comprenant du texte, un atlas cartographique et des images. La première livraison du Voyage en Éthiopie, au Soudan Oriental et dans la Nigritie commence et s'achève en 1862. Cette publication au départ périodique et vendue par souscription, lui permet d'organiser de nouveaux voyages, et d'ajouter au dessin et à l'aquarelle, les techniques photographiques. Trémaux va embarquer avec du matériel permettant d'obtenir des calotypes, mais il y a deux problèmes : le coût de reproduction des épreuves reste élevé pour l'éditeur, et l'image tend à ne pas rester lisible du fait de l'instabilité du fixatif. C'est pourquoi la technique lithographique viendra, avec le temps, combler l'iconographie, certains dessin sur la pierre sont par ailleurs signé par Trémaux, qui travaillera pour Decan et Lemercier, et fut l'un des premiers à expérimenter la photolithographie. Entre autres illustrations, il produit des planches d'histoire naturelle, de botanique africaine, en couleurs, et d'une remarquable précision. Il n'en demeure pas moins que Trémaux a produit d'importants clichés photographiques sur verre, de précieux témoignages tant sur les habitants que sur l'architecture de cette partie de l'Afrique, puis de l'Asie Mineure, qu'il explore en 1853-1854. Ces fonds sont conservés entre autres au musée d'Orsay, au musée du Quai Branly et au Metropolitan Museum of Art.
Ces travaux d'explorations et d'édition sont récompensés en 1864, puisque Trémaux est nommé chevalier de la Légion d'honneur, grâce au soutien de ministre de l'Instruction publique, Victor Duruy, l'année où est publié Parallèle des édifices anciens et modernes du continent africain.
L'année suivante, Hachette publie de lui un essai intitulé Origine et transformations de l'homme et des autres êtres, un ouvrage qui va susciter la curiosité de ses contemporains (voir ci-dessous), et qu'il va retravailler sans cesse jusqu'en 1878, le republiant dans des versions augmentées et sous des titres différents ; son éditeur finit d'ailleurs le lâcher, et Trémaux publie alors à compte d'auteur. Il s'est fait construire en 1867 un petit hôtel particulier, situé au 21-23 rue Vernier, une maison de style orientalisant dont la presse va parler.
En octobre 1877, il est membre ad honorem de l'Académie des sciences de Saint-Pétersbourg. L'année suivante, un certain colonel Édouard Ledeuil (1838-1905), directeur de la Librairie française à Bâle, écrit sa biographie, qui va figurer dans la dernière édition anthume de L'Origine des espèces et de l'homme.
En 1891, il réside à Paris, rue Vernier, comme l'indique son dossier aux Archives nationales de France. En 1892, une notice mentionne son nom pour une liste de souscripteurs à une revue dénommée Histoire de la ville et du canton de Tournus .
Pour le reste, entre 1879 et 1895, date de sa mort à Tournus, il n'existe en fait que peu d'informations le concernant. Son acte de décès le mentionne marié avec Victorine Julie Marie Perrine Roy, qu'il avait épousé en 1858, et qui possédait une certaine fortune, laquelle permit à Trémaux de se consacrer à sa thèse (voir ci-dessous).
De cette union, un fils, Charles-Pierre Trémaux (1859-1882), polytechnicien 1876, ingénieur du télégraphe, il a défini en premier l’algorithme du parcours dans les labyrinthes en 1882 (dit « arbre de Trémaux »).

## Une production iconographique abondante

Exemples d'images produites par Trémaux
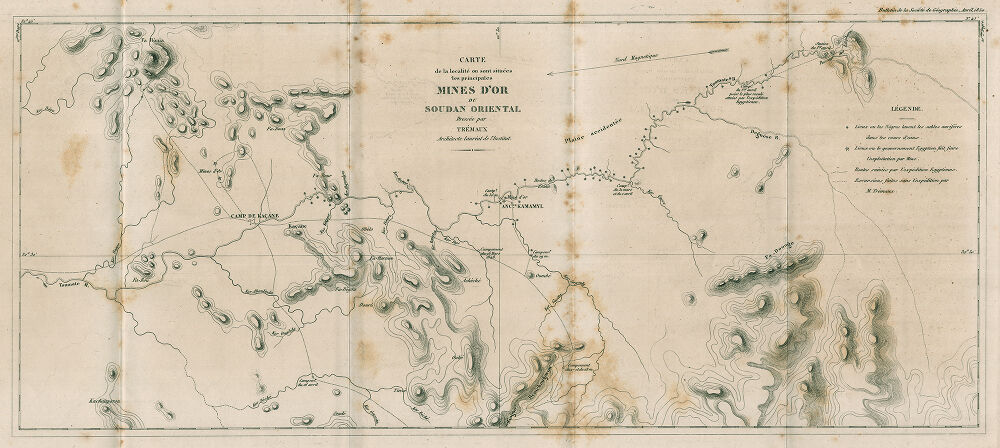
Carte de la localité ou sont situées les principales Mines d’Or du Soudan Oriental, planches lithographiques, 1850.
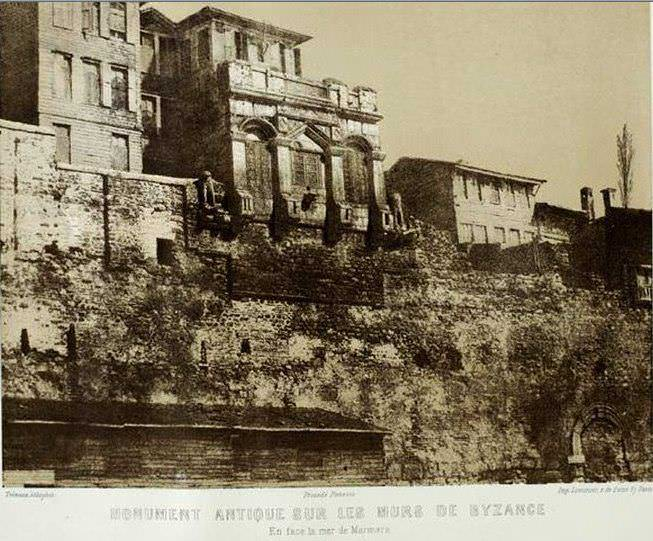
Palais de Boucoléon [Constantinople], tirage Lemercier, 1850.
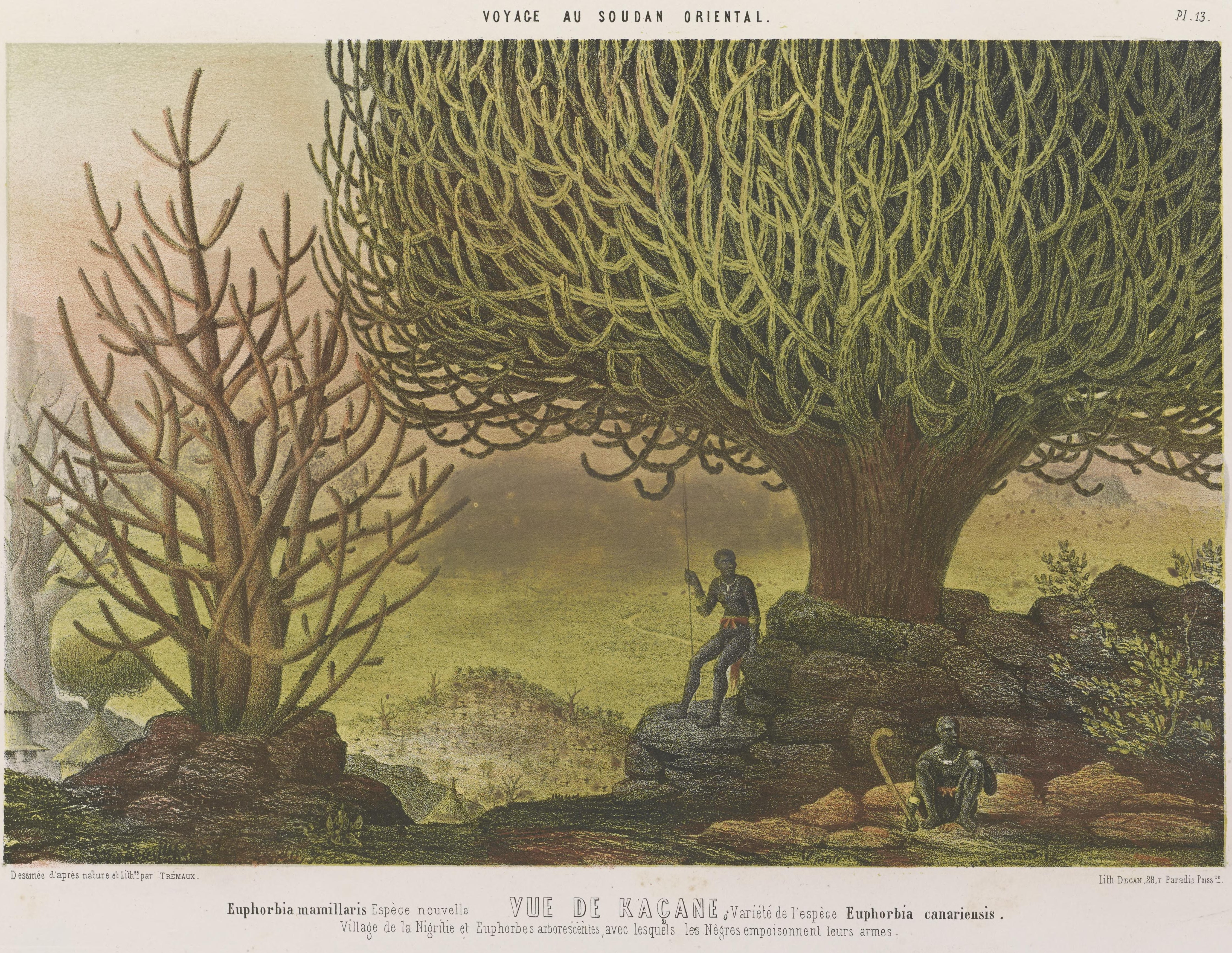
Vue de Kaçane figurant un Euphorbia canariensis, chromolithographie Decan, 1852.
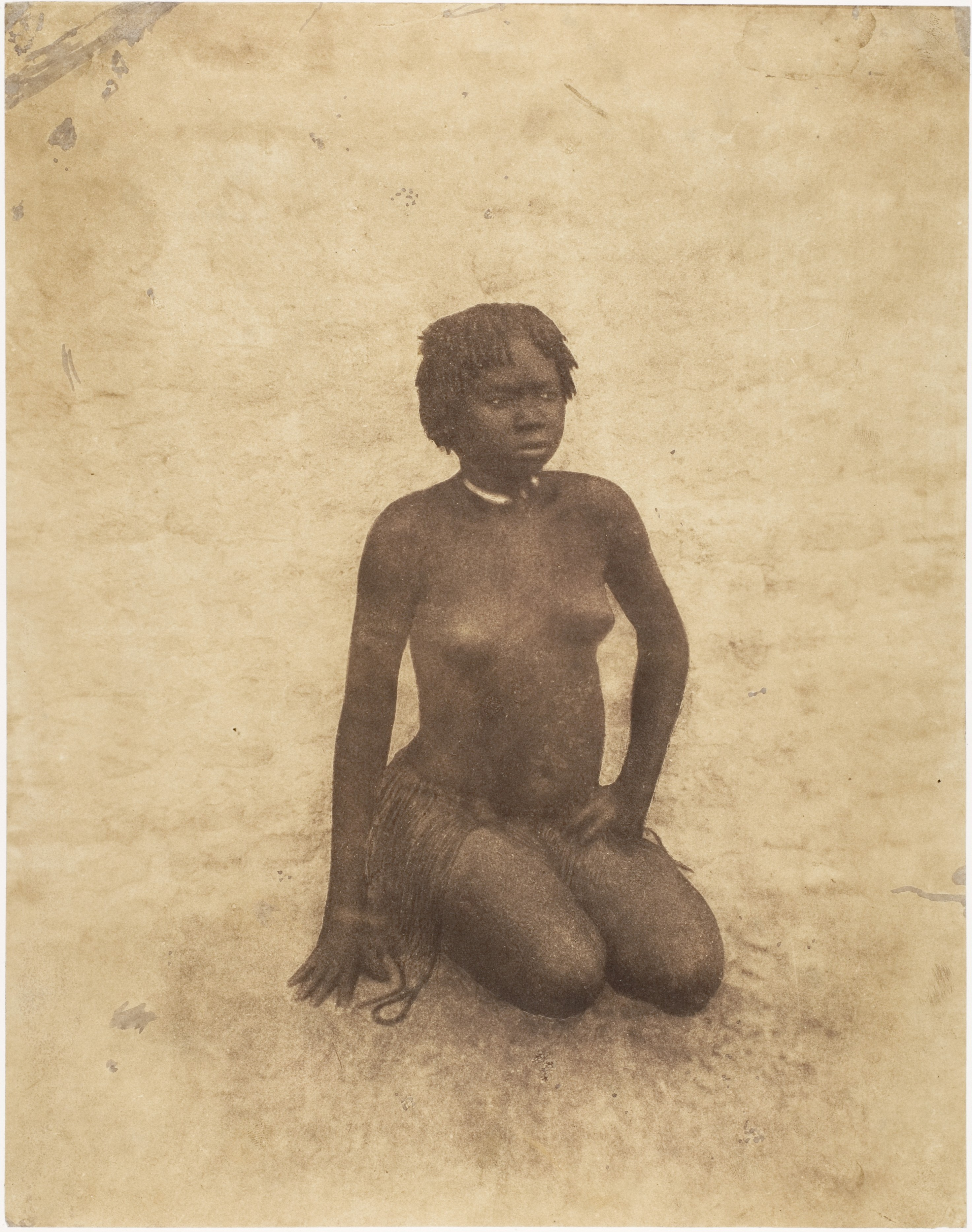
Jeune Femme Nouba, épreuve photographique, 1853-1854.
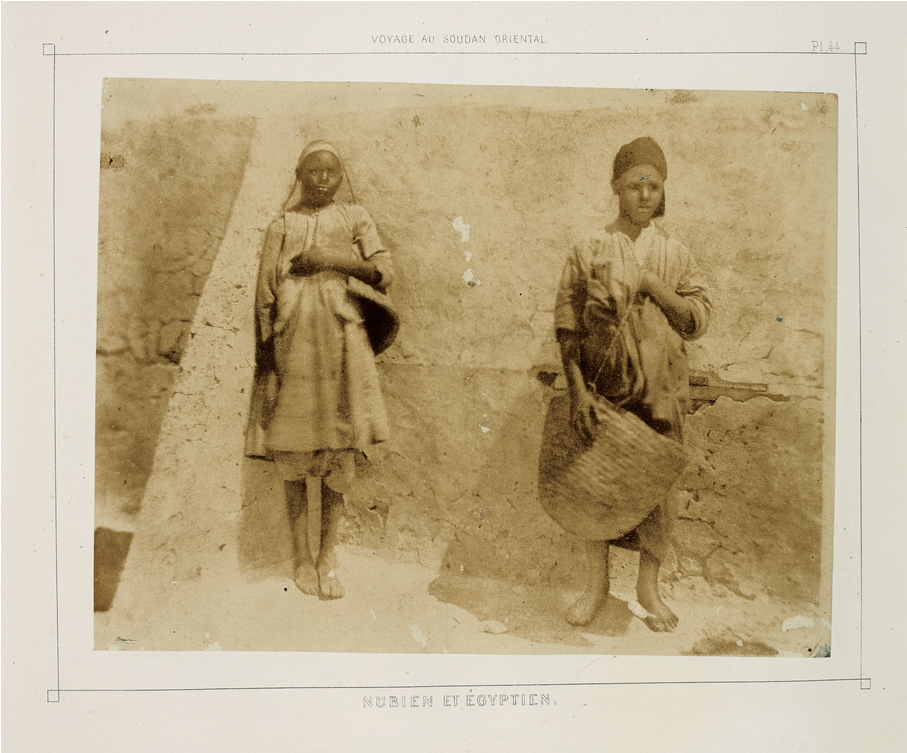
Nubien et Égyptien [enfants], épreuve photographique, avant 1857.

## Origine et transformations de l'homme et des autres êtres: réception et postérité

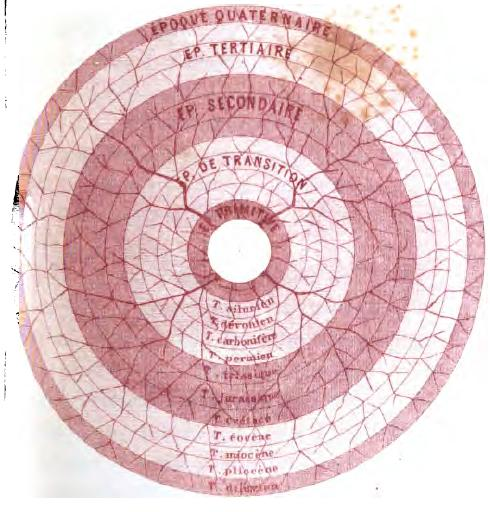
« Tableau synoptique de la transformation des espèces », extrait de l'ouvrage, p. 272 bis.

Publié trois ans après la première traduction française de L'Origine des espèces de Charles Darwin, l'essai de Trémaux, et dont le titre tombe comme en écho, Origine et transformations de l'homme et des autres êtres (Hachette, 1865), connaît un certain succès, dont l'apogée se situe au moment de l'exposition universelle de 1867, du fait même que les thèses darwiniennes passent mal en France, et ce, au moins jusqu'en 1870, date de l'admission à l'Académie des sciences de Paris du savant britannique. Quant à Trémaux, la Société de Géographie a cessé de le publier depuis qu'une violente polémique lui a été opposée en avril 1864, lancée par Antoine d'Abbadie et Armand de Quatrefages, le premier prêtant à Trémaux des « observations imaginaires » dans ses récits de voyage. L'année même de la parution de l'essai de Trémaux, Henri de Parville commet un roman, Un habitant de la planète Mars et cite dans sa préface l'une des thèses de Trémaux, mais sous l'angle on ne peut plus ironique. Au rang des adeptes, Karl Marx est séduit par le livre de Trémaux et le recommande dans une lettre à Engels le 7 août 1866. Ce dernier, dans sa réponse du 2 octobre 1866, déclara ce livre sans valeur et disqualifia l'auteur dans son étude scientifique, lui préférant Ernst Haeckel. Voilà en substance ce qu'écrivait Marx à son ami et collaborateur :

« ...Il y a un ouvrage très important, que je t’enverrai (mais à la condition que tu me le retournes, car il ne m’appartient pas) dès que j’aurai pris les notes nécessaires : « Origine et Transformations de l’homme et des autres Êtres » de P. Trémaux, Paris 1865. Malgré tous ses défauts, qui ne m’échappent pas, il représente un progrès très important par rapport à Darwin. Les deux principales propositions sont : que ce ne sont pas les croisements qui, comme on le croit, produisent les différences, mais à l’inverse l’unité de type des espèces. En revanche la formation de la Terre est, elle, une cause de différenciation (non pas la seule, mais la base principale). Le progrès, qui chez Darwin est purement accidentel, est présenté ici comme nécessaire sur la base des périodes de l’évolution du corps terrestre ; la dégénérescence, que Darwin ne sait expliquer, est ici toute simple. Même chose pour l’extinction si rapide des simples formes de transition, comparativement à la lenteur de l’évolution du type de l’espèce, de sorte que les lacunes de la paléontologie, qui embêtent tant Darwin, sont présentées ici comme nécessaires. De même est développée comme une loi nécessaire la fixité (abstraction faite de variations individuelles, etc.) de l’espèce une fois constituée. Ce que Darwin présente comme les difficultés de l’hybridation, ce sont ici à l’inverse autant de piliers du système, puisqu’il est démontré qu’une espèce n’est en fait constituée que lorsque le croisement avec d’autres cesse d’être fécond ou possible, etc. Dans les applications historiques et politiques c'est bien plus important et plus riche que Darwin. Pour certaines questions, telle celle de la nationalité, etc., on trouve ici une base uniquement naturelle. »

Il ne faudra que quelques semaines encore à Marx pour rallier Engels et lâcher Trémaux. Selon l'étude de Dominique Lecourt (1982), le rejet d'Engels montre que ce dernier se rendit compte immédiatement du « bricolage systématique de Trémaux, [des] défauts techniques et [des] impostures théoriques ». Pourtant, ni Engels, ni Marx, ni Trémaux donc, ne retiennent dans leurs raisonnements l'interprétation évolutionniste du concept d'évolution ; Marx et Engels se cramponnent à une forme de matérialisme substantialiste, qui doit beaucoup à l'hégélianisme. Quant à Trémaux, sa pensée, du moins sa thèse, va subir un relatif oubli, quand, en 2008, deux chercheurs australiens, Wilkins et Nelson, s'emparent de son essai de 1865 et en font une relecture.
Selon eux, dans l'essai de Trémaux — et dans les éditions suivantes —, est proposée, pour la première fois dans l'histoire, la théorie évolutive aujourd'hui désignée sous le nom de théorie des équilibres ponctués, initiée par Stephen Jay Gould et Niles Eldredge en novembre 1971 dans un article intitulé « Punctuated Equilibria: An Alternative to Phyletic Gradualism » (chez Freeman, Cooper & Co.). Ils résument leurs intentions ainsi : « Les idées de Pierre Trémaux de 1865 sur la spéciation ont été injustement ridiculisées après avoir été acceptées par Marx et rejetées par Engels, et presque personne n’a lu ses idées sous un jour charitable. Nous proposons ici une interprétation basée sur la traduction du terme « sol » par « habitat », afin de montrer que Trémaux a proposé une théorie de la spéciation allopatrique avant Moritz Wagner et une théorie de l'équilibre ponctué avant Gould et Eldredge, et traduire la discussion pertinente du français. Nous pensons qu’il a pu influencer la révision par Darwin de la troisième édition de l’Origine sur les taux d’évolution, et suggérons que le rejet de Trémaux par Gould est motivé par la crainte que d’autres puissent penser que la théorie de l’équilibre ponctué était entachée par un lien avec Trémaux ». Or, dans une relecture de cet article, le chercheur Jean Pelletier-Thibert démontre en 2012 que les deux Australiens n'ont fait que travailler sur quelques chapitres du livre, et ont commis de nombreuses traductions incorrectes et donc des contresens (traduire « sol » par « habitat », et non soil, « terre cultivable », en est un).
De fait, Trémaux fut l'un des premiers, en 1855, à dénoncer le mythe d'un homme singe, et son monogénisme s'exprime dans l'essai de 1865. Or, voici ce qu'il écrit au chapitre XIII, titré « Comment l'homme est apparu » : « Le nègre n'est pas un être de transition. [...] Le nègre arriéré n'est pas un signe perfectionné directement, mais un homme dégénéré. La transformation d'un type en plusieurs branches est précisément ce qui a lieu, l'espèce-mère de l'homme s'est perfectionnée ou a dégénéré selon le pays où elle s'est répandue ». En attribuant un rôle primordial aux bons ou mauvais terrains nourriciers, Trémaux en déduit que l'Homme originel s'est modifié par acquisition de qualités ou défauts déterminants des races. Sans doute à son insu, il servit ainsi les politiques racistes d'expansion coloniale françaises d'un Jules Ferry. Il fut sans aucun doute un grand illustrateur et un brillant observateur du terrain, mais sa pensée théorique est zeugmatique, déroutante, elle saute du coq à l'âne, et manque de rigueur.

## Œuvre

### Articles scientifiques
- « Notice d’un voyage sur le cours du Nil et dans des parties inconnues du Soudan, chez les nègres Bertha, du Darfok et du Dar-Gourum », Bulletin de la Société de Géographie, 1849, 3e série, 12 (67-72), p. 250-278.
- « Notes sur la localité ou sont situées les principales mines d’or du Soudan oriental, et observations critiques sur le récit du Colonel Kovalevski relatif à cette même contrée », Bulletin de la Société de Géographie, avril 1850, 3e sér., 13 (73-78), p. 201-232.
- « Quelques détails sur les prétendus hommes à queue », Bulletin de la Société de Géographie, 1855, 4e sér., 9 (49-54), p. 139-148.
- « Épisode d’un voyage au Soudan oriental et remarques sur l’esclavage », Bulletin de la Société de Géographie, 1856, 4e sér., 11 (61-66), p. 153-164.
- « Remarques sur l’Afrique centrale et orientale », Bulletin de la Société de Géographie, 1862, 5e sér., 3 (13-18), p. 69-86 et 147-165.

### Ouvrages

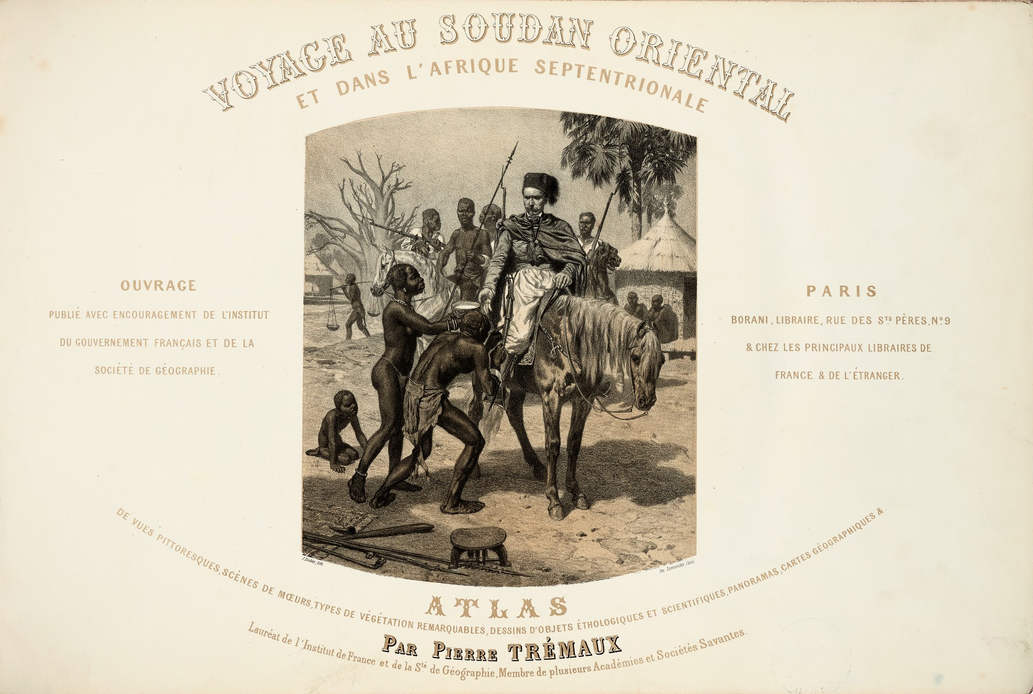
Voyage au Soudan Oriental, page de titre de l'album-atlas publié en 1857.

- Voyage en Éthiopie, au Soudan Oriental et dans la Nigritie, atlas illustré de 61 planches, Hachette (par souscription, livraisons d'un atlas in-folio à partir de 1852) — texte sur Gallica ; images sur Caliméo.
  - Tome 1 : Égypte et Éthiopie, textes de l'Atlas, Hachette, 1862.
  - Tome 2 : Le Soudan, textes de l'Atlas, Hachette, 1862.
- Voyage au Soudan oriental et dans l'Afrique septentrionale. Atlas et vues pittoresques..., Paris, Borani, Libraire, [1857].
- Exploration archéologique en Asie mineure. Les restes non connus de plus de quarante cités antiques, illustré de 92 planches, Paris, Librairie L. Hachette, [1858] ;  souscription pour 215 planches annoncées : œuvre inachevée, interrompue en 1864 — voir sur le site de la bibliothèque de l'université de Heidelberg
- Parallèle des édifices anciens et modernes du continent africain, illustré de 82 planches et une carte de l'Afrique Centrale, 1852-1858, Paris, Librairie Hachette, 1862 — dessinés et relevés de 1847 à 1854 dans l'Algérie, les régences de Tunis et de Tripoli, l'Égypte, la Nubie, les déserts, l'île de Méroé, le Sennar, le Fa-Zogle, etc.
- Origine et transformations de l'homme et des autres êtres, 1re partie, Librairie L. Hachette, 1865 — lire sur Gallica.
- Principe universel de la vie, de tout mouvement et de l'état de la matière, Chez l'auteur, 21, rue Vernier, Paris, 1868 (1re livraison, in-12).
- Principe universel du mouvement et des actions de la matière résultant de la découverte de cette loi générale : la force vive se transmet mieux entre corps semblables qu'entre corps différents, et applications à la matière comme à la vie, 2e livraison, Chez l'auteur, 21, rue Vernier, Paris, 1874 — suite de l'ouvrage précédent.
- Principe universel du mouvement et des actions de la matière. Application à la matière comme à la vie, Sagnier, 1876 — suite de l'ouvrage précédent ; traduction allemande, chez Weigel à Leipzig, 1877.
- Origine des espèces et de l'homme avec les causes de fixité et de transformation et principe universel du mouvement et de la vie ou loi des transmissions de force, préface du colonel Édouard Ledeuil [1838-1905][14], Bâle, Librairie française / Paris, Garnier frères, et chez l'Auteur, 21 rue Vernier, 1878 (4e édition, in-8).
- Principe universel du mouvement et de la vie, Meudon, A. Quenet, 1898, (5e édition) : et dernière, publiée trois ans après sa mort, où Trémaux réalise une synthèse de son travail  — texte en ligne.